# Šume mediteransko-montanog pojasa Hrvatske
Mediteransko-montani pojas je dio Mediteranske regije u fitogeografskoj raspodjeli Hrvatske čija je vegetacija razvijena u višim položajima Mediteranske regije i nadovezuje se na zonu submediteranske vegetacije.
Na otocima se ovaj pojas rasprostire samo na najvišim dijelovima, uglavnom iznad 400 metara nad morem (hemimediteranska zona), a u kontinentalnom dijelu (epimediteranska zona) iznad 300 metara u sjevernojadranskom i 600 metara u južnojadranskom dijelu. Od prethodnog pojasa ovo područje razlikuje se znatno nižim temperaturama u zimskom dijelu godine i bitno većom količinom padalina, tako da klima ima znatno humidniji karakter. Ljeti uglavnom ne dolazi do izrazite i dugotrajne žege i suše. Najznačajnija vrsta drveta je crni grab (Ostrya carpinifolia). Uz crni grab na otocima može u ovom pojasu rasti i hrast crnika (Quercus ilex), inače karakterističan i dominantan u vazdazelenoj eumediteranskoj vegetaciji. U kontinentalnom dijelu značajne drvenaste vrste su još i bijeli grab (Carpinus orientalis), hrast medunac (Quercus pubescens), zatim dalmatinski crni bor (Pinus nigra subsp. dalmatica), a na Biokovu i jela (Abies alba). Hemimediteranska vegetacijska zona vazdazeleno-listopadnih šuma zauzima najviše dijelove jadranskih otoka Hvara, Brača, Korčule i Mljeta i poluotoka Pelješca, na kojima se srednji minimum najhladnijeg mjeseca kreće između 2 i 4oC, a prosječna godišnja količina oborina oko 1200 mm. Ovom tipu šumskih zajednica pripada vrlo mala površina, a veći dio sastojina je znatno degradiran, tako da nemaju nikakvo privredno značenje, no vrlo su vrijedne sa stanovišta zaštite biološke raznolikosti.
Epimediteranska zona termofilnih listopadnih ili crnogoričnih šuma zauzima najviše pojaseve sredozemne vegetacije u Hrvatskoj. Najveće površine nalaze se u sjevernoj Istri i na južnim padinama Dinare. Temperature su niže nego u prethodnim zonama, dok prosječna godišnja količina oborina iznosti oko 1400 mm. Snijeg je također čest, ali se ne zadržava dugo.

## Šume crnog graba i hrasta medunca (epimediteranska zona)
Iznad šuma i šikara bijelog graba razvijaju se primorske šume i šikare crnog graba (biljne zajednice Ostryo-Quercetum pubescentis). Rasprostranjene su duž dinarskih planina u rasponu nadmorskih visina od (300-)400-950 metara, te čine klimazonalnu vegetaciju sjeverne Istre i sjevernojadranskog područja, primorskih padina Velebita, te sjevernih padina Bukovice. Razvijaju se u uvjetima hladnije klime i zadnja su šumska zajednica sredozemnog područja, tj. graniče s vegetacijom kontinentalnog područja, odnosno eurosibirsko-sjevernoameričke regije. Za razliku od zajednica razvijenih na nižim nadmorskim visinama, ovdje više ne rastu vazdazelene vrste, a manji je udio i termofilnih vrsta. Razvijaju se na smeđim tlima i rendzinama na vapnencima i dolomitima. Zbog djelovanja čovjeka ova zajednica je također razvijena i u obliku više ili manje prorijeđenih šikara ili znatno rjeđe kao šuma panjača u kojoj je dominantan crni grab. U sloju drveća najznačajnije vrste su crni grab (Ostrya carpinifolia), hrast medunac (Quercus pubescens), javor gluhač ili planinski javor (Acer obtusatum), maklen (Acer monspessulanum), crni jasen (Fraxinus ornus), mukinja (Sorbus aria) i jarebika (Sorbus aucuparia). U sloju grmlja dolaze i drijen (Cornus mas), trnina (Prunus spinosa) i pavitina (Clematis vitalba). U sloju niskog raslinja vrlo je važna vrsta jesenska šašika (Sesleria autumnalis), koja poput gustog zelenog saga može prekrivati površinu tla u šumi; zatim bljušt (Tamus communis), tankolisna šparoga (Asparagus tenuifolius), sitni šaš (Carex humilis), crvena djetelina (Trifolium rubens) i mnoge druge.

## Šume dalmatinskog crnog bora i šume hrasta crnike i crnog graba (hemimediteranska zona)
Šume dalmatinskog crnog bora (Pinus nigra subsp. dalmatica) rastu iznad šuma hrasta crnike i alepskog bora. Najveći kompleksi tih šuma razvijeni su na nadmorskoj visini od 450 do 750 metara, na Braču, Hvaru i Korčuli, a na Pelješcu i na većim visinama. Najčešće su razvijene na plitkim, skeletnim vapnenačkim crnicama i posmeđenim crvenicama. 
U graničnom pojasu crnoborovih šuma prema crnikovim šumama, na vapnenoj podlozi rastu šume dalmatinskog crnog bora s crnikom. Uz crni bor, u ovim šumama rastu i borovica (Juniperus oxycedrus), oštrolisna šparoga (Asparagus acutifolius), bušin (Cistus incanus), ljekovita kadulja (Salvia officinalis), dalmatinska žutilovka (Genista dalmatica) i dr.